# Rengerspark
Rengerspark is een buurt en park in de stad Leeuwarden, in de Nederlandse provincie Friesland. Het ligt in de wijk Sonnenborgh e.o.. Het park is vernoemd naar baron Rengers. De Oude Stadsbegraafplaats grenst aan het park.

## Park
In 1902 werd door Mr. Wilco Julius van Welderen baron Rengers en diens echtgenote C.T. Baronnesse van Welderen Rengers-Looxma een perceel grond aan de gemeente Leeuwarden aangeboden met de bedoeling op dat terrein een wandelgebied aan te leggen. Dit aanbod werd door de gemeente aangenomen. Tuinarchitect Hendrik Copijn maakte in 1904 het ontwerp. In april 1906 werd het park in gebruik genomen.

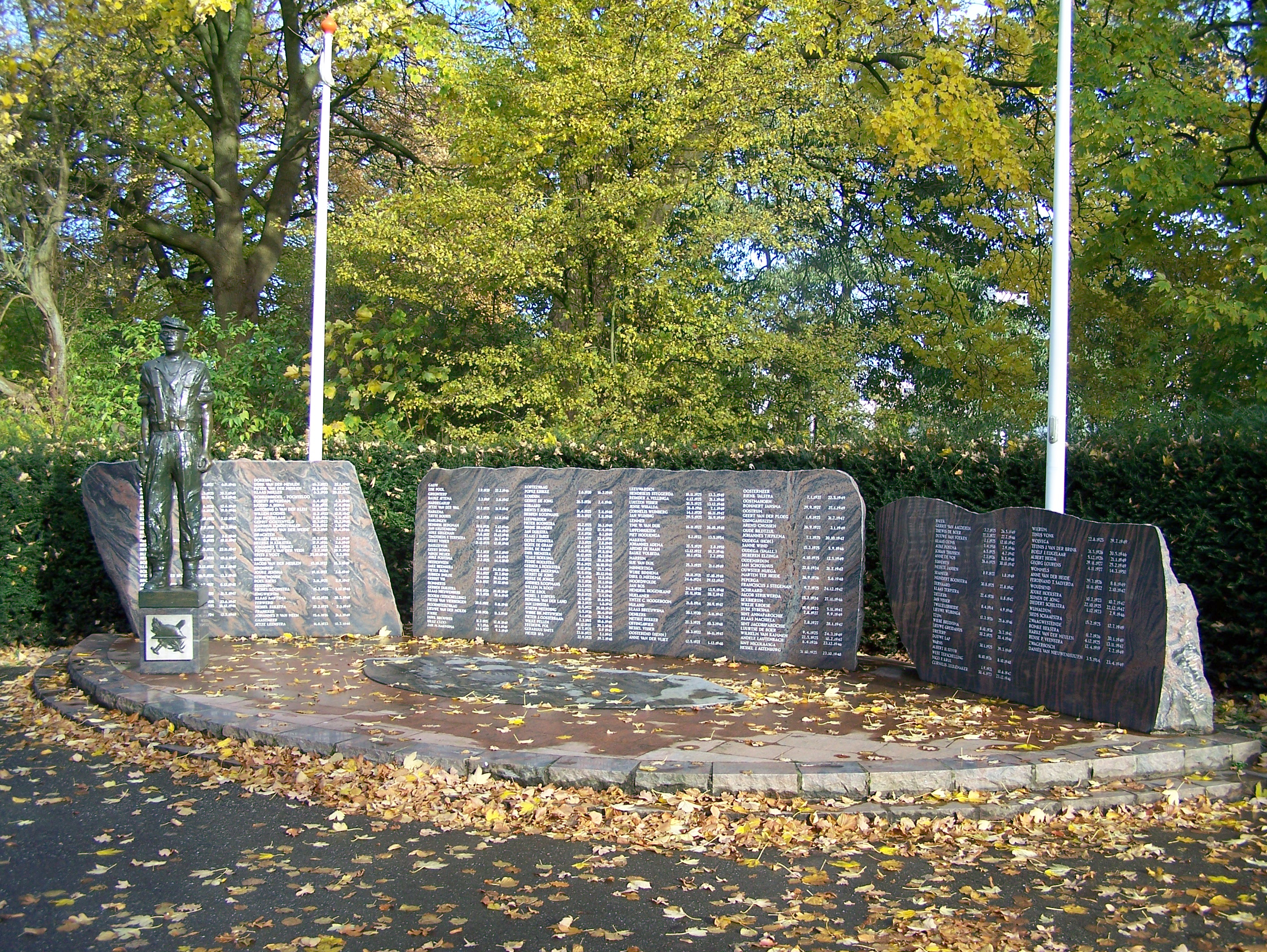
De Deadenwacht, oorlogsmonument in het park
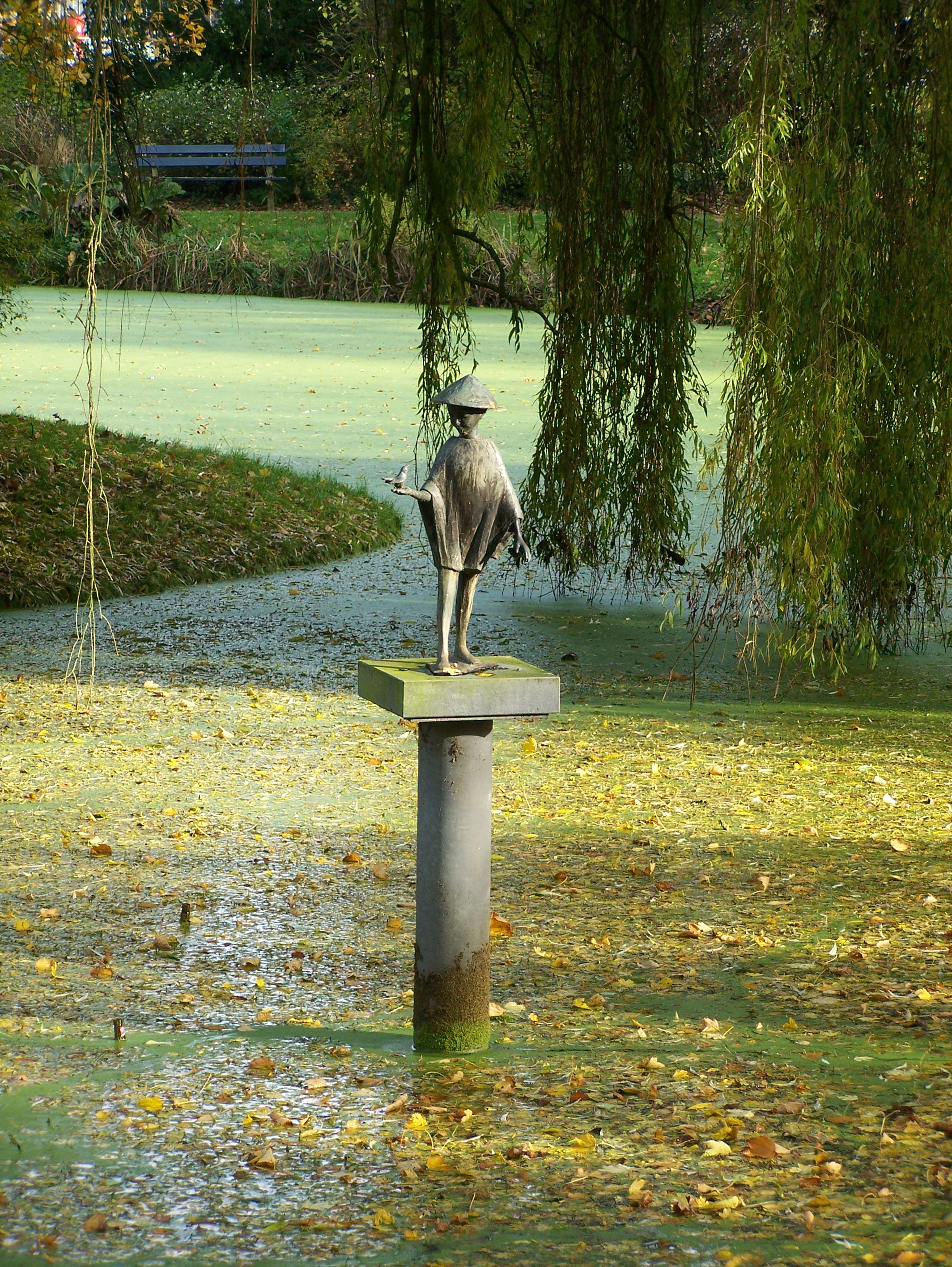
Beeld Jongen met vogeltje (1965) van Maria van Everdingen